# Lissac-sur-Couze
Lissac-sur-Couze is een gemeente in het Franse departement Corrèze (regio Nouvelle-Aquitaine) en telt 527 inwoners (1999). De plaats maakt deel uit van het arrondissement Brive-la-Gaillarde.

## Geografie
De oppervlakte van Lissac-sur-Couze bedraagt 12,5 km², de bevolkingsdichtheid is 42,2 inwoners per km².
De onderstaande kaart toont de ligging van Lissac-sur-Couze met de belangrijkste infrastructuur en aangrenzende gemeenten.

## Demografie
Onderstaande figuur toont het verloop van het inwonertal (bron: INSEE-tellingen).